# برادلي كينكيد
برادلي كينكيد (بالإنجليزية: Bradley Kincaid)‏ هو مغن مؤلف ومغني وموسيقي أمريكي، ولد في 13 يوليو 1895، وتوفي في 23 سبتمبر 1989 في سبرينغفيلد في الولايات المتحدة.

## وصلات خارجية
- برادلي كينكيد على موقع ميوزك برينز (الإنجليزية)
- برادلي كينكيد على موقع أول ميوزيك (الإنجليزية)
- برادلي كينكيد على موقع ديسكوغز (الإنجليزية)